# 红会铁路
红会铁路支线，又称靖远支线、白（银）宝（积山）支线、宝积山支线，是中国甘肃省白银市以煤炭外运为主，兼营客、货运的支线铁路。起自包兰铁路白银西站，全长113.95千米。
铁路终点站红会站，意为纪念1936年10月红军第一、第二、第四方面军在红会站所在的打拉池会师，准备“海（原）打（拉池）战役”。1936年10月23日，红军总司令部（总司令员朱德、总政委张国焘）进抵打拉池，与红一方面军西方野战军司令部（司令员彭德怀）与红十五军团会合。红四方面军总部、第五、第九、第三十军共21 800人奉红军总司令部命令在靖远县虎豹口西渡黄河，称为红西路军。该铁路支线其他具有类似纪念意义的车站站名还有：长征站、近会站、挺进站等。

## 线路
靖远县城西北以350.28米长的铁路公路平面并肩两用桥跨越黄河。 
曲线半径300米，上行运输能力1000万吨，下行350万吨。
白银西站至靖远站为国铁II级干线标准。到发线有效长度850米。限制坡度12‰。
靖远站至红会站为工业企业专用线I级标准。靖远至大水头到发线有效长度450米（预留850米），限制坡度17‰。大水头至红会到发线有效长度450米，限制坡度20‰。

## 历史
包兰铁路狄家台站（今白银西站）至白银市站，原称郝家川专用线，长7.8km，建于1956年，服务白银铜矿开发。1972年并入红会铁路。
1958年在靖远县宝积山发现煤田，储量约1亿吨。1958年7月西北五省区经济协作会议决定立即修建宝积山支线。1958年9月铁一院按照I级工业企业专用线标准踏勘设计，1959年3月完成设计。1960年又配套补充设计。
1958年12月21日兰州铁路局第二工程处开工建设。定西专区设筑路指挥部，组织白银市、临洮、通渭、会宁、榆中、定西、陇西、岷县、靖远组织筑路民工兵团。靖远铁路公路两用黄河大桥1959年4月由乌鲁木齐铁路局桥梁工程队组织施工，1960年6月建成。1959年10月、1960年9月两度下马。1966年4月，铁道部批准把终点站由大水头（今平川区政府驻地）延长至红会站。1970年第三次上马，由兰州铁路局工程总队负责，定西专区按县组织9个民兵营23 000人，1971年6月铺轨至靖远站，1971年10月1日白银站-靖远站正式运营通车；1971年10月16日全线通车，12月30日至大水头临时运营。1972年6月20日全线正式交付运营。总投资7010万元。
2013年，拟建的白银红会至庆阳环县铁路项目进入实施筹备阶段。
2015年2月19日（大年初一）起，兰州铁路局增开K9674/1、K9672/3次旅客列车，在长征站与兰州站间朝发夕返。沿途停靠靖远站、白银站、白银西站、皋兰站4个车站。车体与乘务组为兰州—银川K9665/6次列车套用及大交路值乘。采用25G新型空调列车，编组6节，其中5节为硬座车厢，1节为硬卧车厢。 

## 与其他铁路的连接
- 白银西站：包兰铁路

## 王家山铁路支线
王家山铁路支线是靖远矿务局（位于白银市平川区）的运煤专用铁路。起自红会铁路长征站的上行咽喉，止于王家山煤矿矿区，正线全长44.79km。在响泉分岔出通往靖远电厂的专用线。
长征站至车轮口为工业企业专用线I级，曲线半径350米；车轮口至王家山煤矿为工业企业专用线II级，曲线半径300米。限制坡度上行12‰，下行20‰。前进型蒸汽机车牵引，牵引定数1550吨，年运量300万吨。
1972至1974年由兰州煤矿设计院勘测设计，选线了石碑子沟（现今的G4京藏高速的路线），全长29.99km，但线路较陡，需要小半径曲线迂回展线，沿途设3处避难线，且不能兼顾旱平川工业区建设。当时的政策原则是：30km以下铁路由煤炭工业部投资，30km以上铁路由铁道部投资。兰州铁路局提出了走水泉方案。1976年12月10日由甘肃省煤炭工业局、兰州铁路局、定西地区联合组建王家山煤田建设指挥部并开工。1977年8月，经铁道部、国家计委、煤炭工业部、甘肃省委同意后，由铁一院重新勘测设计。施工单位为兰州铁路局第四工程段、电务工程段、第三工程段桥架队、定西地区会宁与靖远两县民兵营，甘肃省煤炭工业局基建第一、三、四处。1982年底竣工。正线铺轨44.149km，站线铺轨8.536km，土石方275万立方米，大桥6座、总延长1019.57米，中桥8座、总延长438.61米，小桥38座，涵渠136座，车站4处，总投资4683万元。1984年3月21日正式验收。1984年4月1日由兰州铁路局代管正式运营。